# The Singles: 1974–1978
 The Singles: 1974–1978 – drugi kompilacyjny album duetu The Carpenters. Z uwagi na słabnące zainteresowanie twórczością duetu w Stanach Zjednoczonych album ukazał się w roku 1978 tylko poza granicami USA nakładem wytwórni A&M Records pod numerem katalogowym AMLT 19748 (Wielka Brytania). Zawiera 12 utworów wybranych z singli wydanych w latach 1974–1978. W Wielkiej Brytanii cieszył się ogromnym powodzeniem docierając do 2 miejsca listy najlepiej sprzedających się albumów. 

## Lista utworów
| #  | Tytuł                                         | Kompozytorzy                                   | Czas |
| -- | --------------------------------------------- | ---------------------------------------------- | ---- |
| A1 | „Sweet, Sweet Smile"                          | Juice Newton, Otha Young                       | 3:00 |
| A2 | „Jambalaya (On the Bayou)”                    | Hank Williams                                  | 3:41 |
| A3 | „Can't Smile Without You"                     | Chris Arnold, David Martin, Geoff Morrow       | 3:23 |
| A4 | „I Won't Last a Day Without You"              | Paul Williams, Roger Nichols                   | 3:47 |
| A5 | „All You Get from Love Is a Love Song"        | Steve Eaton                                    | 3:45 |
| A6 | „Only Yesterday"                              | Richard Carpenter, John Bettis                 | 4:10 |
| B1 | „Solitaire"                                   | Neil Sedaka, Phil Cody                         | 4:39 |
| B2 | „Please Mr. Postman"                          | Brian Holland, Freddie Gorman, Robert Bateman  | 2:50 |
| B3 | „I Need to Be in Love"                        | Richard Carpenter, John Bettis, Albert Hammond | 3:31 |
| B4 | „Happy"                                       | Tony Peluso, John Bettis, Diane Rubin          | 3:49 |
| B5 | „There's a Kind of Hush (All Over the World)” | Les Reed, Geoff Stephens                       | 2:57 |
| B6 | „Calling Occupants of Interplanetary Craft"   | Terry Draper, John Woloschuk (Klaatu)          | 7:06 |